# Nのハコ
『Nのハコ』（エヌのハコ）は、日本の歌手・南條愛乃が2016年7月13日にNBCユニバーサル・エンターテイメントジャパンから発売した2枚目のオリジナルアルバム。

## 内容
前作『東京 1/3650』から約1年ぶりのオリジナルアルバム。
タイトルは「南條のハコ」を意味しており、今作は南條いわく「今の南條愛乃はどう見えていますか？南條愛乃をひとつの入れ物として見たときに、何が入っていそうですか？何が入っていたら、楽しそうですか？」をコンセプトに、色々な方向から光を当てることで、「南條愛乃像」の輪郭が見えてくるかもしれないという思惑で制作された。そのため前作と異なり、南條が作詞を手掛けた楽曲の比重が少なく、声優業を始めてからできた親交の深い作詞家に詞提供されている。前作『東京 1/3650』の制作中に今作のコンセプトとは別のイメージを考案していたが、今作の発売が具体的になった時に、今作を引っ提げて敢行されるコンサートツアーのスタッフが変わることになったため、今回のコンセプトに変更したという。
Blu-ray2枚組と特典CD付きの初回限定盤とDVD2枚組と特典CD付きの初回限定盤、通常盤の3形態で発売された。各初回限定盤に同梱されているBlu-rayとDVDには、DISC1に2015年9月13日に豊洲PITで開催されたワンマンライブ『Yoshino Nanjo 1st LIVE TOKYO 1/3650 ミンナとつながる365日×???』のオープニングから12曲目までのライブ映像が、DISC2には前述のライブ映像のアンコールからエンディングと、独立放送局『リスアニ!TV』内のコーナー「南條一間 ～じじいとわたしの60日～」の全9話分が収録されている。特典CDにはカバー曲が収録されている。
また、32ページからなる特製ブックレットが付属されているほか、全盤共通の初回生産分特典としてライブツアー『南條愛乃 LIVE TOUR 2016 "N" supported by dアニメストア』のCD購入者対象のシリアル番号付き先行応募券が封入された。

## 収録曲
1. きみからみたわたし [5:26]
作詞：南條愛乃
作曲・編曲：戸田章世
2. Oh my holiday! [3:27]
作詞：yozuca*
作曲・編曲：黒須克彦
3. NECOME [4:18]
作詞：rino
作曲・編曲：lotta
4. 灰色ノ街へ告グ [4:27]
作詞・作曲：しほり
編曲：長田直之
5. ゼロイチキセキ [4:18]
作詞：南條愛乃
作曲・編曲：橋本由香利
5thシングルの表題曲。
6. Gerbera [4:53]
作詞：はるかひとみ
作曲・編曲：渡辺拓也
7. ヒカリノ海 [4:46]
作詞：ミルノ純
作曲・編曲：安瀬聖
8. idc [4:21]
作詞：KOTOKO
作曲・編曲：黒須克彦
9. ツナグワタシ [3:55]
作詞：南條愛乃
作曲・編曲：黒須克彦
10. ヒトビトヒトル [5:36]
作詞：畑亜貴
作曲・編曲：安瀬聖
11. Dear.. [5:48]
作詞：飯田里穂
作曲・編曲：増谷賢
12. 0 -未来- [4:35]
作詞：川田まみ
作曲・編曲：増谷賢
13. 今日もいい天気だよ [4:24]
作詞：南條愛乃
作曲・編曲：井内舞子

### 初回限定盤DISC 2
1. 全力少年 [4:02]
作詞・作曲：大橋卓弥、常田真太郎
編曲：長田直之
スキマスイッチのカバー曲。
2. Time goes by [5:07]
作詞・作曲：五十嵐充
編曲：長田直之
Every Little Thingのカバー曲。
3. ラブソング [5:31]
作詞・作曲：山口隆
編曲：長田直之
サンボマスターのカバー曲。
4. ガーネット [5:17]
作詞・作曲：奥華子
編曲：安瀬聖
奥華子のカバー曲。
5. Stay by my side [4:05]
作詞：倉木麻衣
作曲：大野愛果
編曲：長田直之
倉木麻衣のカバー曲。

### 初回限定盤映像

#### DISC 1
本編
1. believe in myself
2. 黄昏のスタアライト
3. Precious time
4. 7月25日
5. そらほしひとつ
6. あなたの愛した世界
7. Dear × Dear
8. 君が笑む夕暮れ
9. 優しくつもる言葉の花
10. Recording.
11. だいすき
12. きみを探しに

#### DISC 2[注 1]
アンコール
1. 飛ぶサカナ
2. カタルモア
3. リトル・メモリー
4. 光

ダブルアンコール
1. だから、ありがとう
2. +1day

## 参加ミュージシャン
- 南條愛乃：Vocal (Disc1全曲,Disc2全曲)

Additional Musician
- 新井弘毅：Guitar (Disc1#2,8,9)
- lotta：Guitar & Bass、Other Instruments (Disc1#3)
- 東タカゴー：Guitar (Disc1#4)
- 八橋義幸：Guitar (Disc1#5)
- 渡辺拓也：Guitar & Other Instruments (Disc1#6)
- 嘉多山信：Guitar (Disc1#7,10)
- IMAJO：Guitar (Disc1#11,12)
- 太田貴之：Guitar & Mandolin (Disc1#13)
- 川島弘光：Bass (Disc1#5)
- 黒須克彦：Bass (Disc1#8,9)、Other Instruments (Disc1#2,8,9)
- 増谷賢：Bass & Other Instruments (Disc1#11,12)
- 田辺トシノ：Bass (Disc1#13)
- 戸田章世：Piano & Other Instruments (Disc1#1)
- 長田直之：Piano & Other Instruments (Disc1#4、Disc2#1,2,3,5)
- 安瀬聖：Piano & Other Instruments (Disc1#7,10、Disc2#4)
- 井内舞子：Other Instruments (Disc1#13)
- 橋本由香利：Programming (Disc1#5)
- 輪月映美：Violin (Disc1#13)

## タイアップ
- 独立放送局アニメ『ネトゲの嫁は女の子じゃないと思った?』エンディングテーマ (#5)